# Wzmocnienie (behawioryzm)
Wzmocnienie, wzmocnienie pozytywne, wzmocnienie dodatnie – sytuacja (np. wyjście z klatki) lub bodziec pojawiający się w odruchu warunkowym klasycznym po bodźcu warunkowym, a w odruchu instrumentalnym po wymaganej w eksperymencie reakcji organizmu. Efektem wzmocnienia pozytywnego jest powstanie i podtrzymanie wyuczonej reakcji w odpowiedzi na bodźce warunkowe, rzadziej jej intensyfikacja (w fizjologicznym zakresie).

## Warunkowanie klasyczne
W warunkowaniu klasycznym wzmocnienie jest identyczne z bodźcem bezwarunkowym. Pies będzie się ślinił na widok zapalanej lampki pod warunkiem, że wcześniej przez pewien czas (długość tego okresu jest cechą indywidualną) będzie otrzymywał pokarm zaraz po jej zapaleniu. Aby ślinienie z czasem nie zanikło, przynajmniej od czasu do czasu, musi być wzmacniane faktycznym podaniem pokarmu. W tego typu warunkowaniu to eksperymentator decyduje o ilości i rozkładzie wzmocnień.

## Warunkowanie instrumentalne
W warunkowaniu instrumentalnym wzmocnienie (np. podawany pokarm) podtrzymuje (utrwala) reakcję pozwalającą uzyskać efekt oczekiwany przez organizm. W warunkach eksperymentalnych wzmocnienie zwykle podtrzymuje nawyk naciskania dźwigni w klatce Skinnera. O liczbie naciśnięć dźwigni decydują takie czynniki jak:
- poziom napędu (np. głodu) – im większy, tym większa liczba reakcji
- wielkość otrzymywanych porcji – im większe porcje, tym mniej reakcji
- długość sesji badawczej – reakcji zaspokajających jakąś potrzebę na początku sesji zwykle jest więcej, później następuje ich spadek, przy długiej sesji można ponownie obserwować ich wzrost
- ewentualne utrudnienia wprowadzane przez eksperymentatora – np. jeśli eksperymentator zmniejszy porcje i utrudni dostęp do dźwigni, zwierzę może się zniechęcić i zwykle wykona mniej reakcji (np. zje mniej niż normalnie).

Aby w ciągu sesji eksperymentalnej uzyskać więcej reakcji, oraz podtrzymać aktywność zwierzęcia przez cały czas, zamiast rozkładu ciągłego (typu reakcja → wzmocnienie w stosunku 1:1) stosuje się różnego typu zmienne rozkłady wzmocnień. Najczęściej są to rozkłady o stałym odstępie czasu – wzmocnienie następuje np. co dwie minuty (bez względu na liczbę naciśnięć) albo o stałej proporcji, wtedy wzmocnienie następuje np. co piątą reakcję. Mimo prostej reguły, z punktu widzenia zwierzęcia są to zwykle rozkłady losowe, z powtarzającymi się maksimami reakcji w pobliżu spodziewanego wzmocnienia.